# Гомес Паредес, Маркос Эсекьель
Ма́ркос Эсекиэ́ль Го́мес Паре́дес (исп. Marcos Ezequiel Gómez Paredes; род. 10 ноября 2001, Асунсьон) — парагвайский футболист, полузащитник клуба «Олимпия» (Асунсьон). Участник Олимпийских игр 2024 в Париже.

## Клубная карьера
Гомес — воспитанник столичного клуба «Олимпия». 23 мая 2021 года в матче против «Спортиво Лукеньо» он дебютировал в парагвайской Примере. 27 октября 2022 года в поединке против «Ресистенсии» Маркос забил свой первый гол за «Олимпию». В 2022 году игрок помог клубу выиграть чемпионат. 

## Международная карьера
В 2024 году Гомес был включён в заявку олимпийской сборной Парагвая на участие в Олимпийских играх в Париже. На турнире он сыграл в матчах против команд Японии, Израиля, Мали и Египта.

## Достижения
Клубные
 «Олимпия» (Асунсьон)
- Победитель парагвайской Примеры — Клаусура 2022